# Puchar Świata w snowboardzie 2017/2018
Puchar Świata w snowboardzie w sezonie 2017/2018 to 24. edycja tej imprezy. Cykl ten rozpoczął się 4 września 2017 roku w nowozelandzkiej Cardronie, zawodami w slopestyle'u. Ostatnie zawody sezonu zostały rozegrane 24 marca 2018 roku w kanadyjskim Stoneham, zawodami w big air.
W tym sezonie odbyły się też Zimowe Igrzyska Olimpijskie 2018, organizowane w południowokoreańskim ośrodku Bokwang Phoenix Park.
Obrońcami tytułów najlepszych zawodników Pucharu Świata byli:
- Ester Ledecká z Czech wśród kobiet (PAR)
- Andreas Prommegger z Austrii wśród mężczyzn (PAR)

- Alona Zawarzina z Rosji wśród kobiet (PGS)
- Radosław Jankow z Bułgarii wśród mężczyzn (PGS)

- Daniela Ulbing z Austrii wśród kobiet (PSL)
- Aaron March z Włoch wśród mężczyzn (PSL)

- Eva Samková z Czech wśród kobiet (Snowboard cross)
- Pierre Vaultier z Francji wśród mężczyzn (Snowboard cross)

- Chloe Kim z USA wśród kobiet (Halfpipe)
- Scotty James z Australii wśród mężczyzn (Halfpipe)

- Jamie Anderson z USA wśród kobiet (Slopestyle)
- Redmond Gerard z USA wśród mężczyzn (Slopestyle)

- Anna Gasser z Austrii wśród kobiet (Big Air)
- Max Parrot i Mark McMorris z Kanady wśród mężczyzn (Big Air)

- Anna Gasser z Austrii wśród kobiet (AFU)
- Mark McMorris z Kanady wśród mężczyzn (AFU).

## Konkurencje
- slalom równoległy (PSL)
- gigant równoległy (PGS)
- snowcross
- slopestyle
- halfpipe
- big air
- snowcross sprint

Na liście widnieją również klasyfikacje PAR i AFU, które nie odzwierciedlają żadnych konkurencji. Ta pierwsza z nich to zsumowana klasyfikacja PSL i PGS, natomiast AFU to zsumowana klasyfikacja halfpipe’u, slopestyle’u i big air’u.

## Kalendarz i wyniki Pucharu Świata

### Mężczyźni
| Lp. | Data               | Miejscowość       | Dyscyplina                                            | 1. Miejsce                                            | 2. Miejsce                                            | 3. Miejsce                                            |                                                       |
| --- | ------------------ | ----------------- | ----------------------------------------------------- | ----------------------------------------------------- | ----------------------------------------------------- | ----------------------------------------------------- | ----------------------------------------------------- |
| 1.  | 4 września 2017    | Cardrona          | SS                                                    | Marcus Kleveland                                      | Darcy Sharpe                                          | Carlos Garcia Knight                                  |                                                       |
| 2.  | 8 września 2017    | Cardrona          | HP                                                    | Yūto Totsuka                                          | Ayumu Hirano                                          | Patrick Burgener                                      |                                                       |
| 3.  | 9 września 2017    | Cerro Catedral    | SX                                                    | Alex Pullin                                           | Emanuel Perathoner                                    | Jonathan Cheever                                      |                                                       |
| 4.  | 10 września 2017   | Cerro Catedral    | SX                                                    | Alex Pullin                                           | Alessandro Hämmerle                                   | Mick Dierdorff                                        |                                                       |
| 5.  | 4 listopada 2017   | Kopenhaga         | BA                                                    | Odwołano                                              | Odwołano                                              | Odwołano                                              |                                                       |
| 6.  | 11 listopada 2017  | Mediolan          | BA                                                    | Chris Corning                                         | Redmond Gerard                                        | Kyle Mack                                             |                                                       |
| 7.  | 25 listopada 2017  | Pekin             | BA                                                    | Mark McMorris                                         | Tiarn Collins                                         | Torgeir Bergrem                                       |                                                       |
| 8.  | 2 grudnia 2017     | Mönchengladbach   | BA                                                    | Marcus Kleveland                                      | Yuri Okubo                                            | Kalle Järvilehto                                      |                                                       |
| 9.  | 9 grudnia 2017     | Copper Mountain   | HP                                                    | Ayumu Hirano                                          | Ben Ferguson                                          | Shaun White                                           |                                                       |
| 10. | 10 grudnia 2017    | Copper Mountain   | BA                                                    | Mons Røisland                                         | Chris Corning                                         | Chandler Hunt                                         |                                                       |
| 11. | 13 grudnia 2017    | Val Thorens       | SX                                                    | Paul Berg                                             | Adam Lambert                                          | Lucas Eguibar                                         |                                                       |
| 12. | 14 grudnia 2017    | Carezza           | PGS                                                   | Andriej Sobolew                                       | Nevin Galmarini                                       | Dario Caviezel                                        |                                                       |
| 13. | 15 grudnia 2017    | Cortina d’Ampezzo | PGS                                                   | Alexander Payer                                       | Roland Fischnaller                                    | Sylvain Dufour                                        |                                                       |
| 14. | 16 grudnia 2017    | Cortina d’Ampezzo | PSL                                                   | Roland Fischnaller                                    | Edwin Coratti                                         | Dmitrij Łoginow                                       |                                                       |
| 15  | 16 grudnia 2017    | Montafon          | SX                                                    | Jarryd Hughes                                         | Alessandro Hämmerle                                   | Markus Schairer                                       |                                                       |
| 16. | 17 grudnia 2017    | Montafon          | SXT                                                   | Hiszpania 1 Regino Hernández Martín · Lucas Eguibar   | Austria 1 Markus Schairer · Alessandro Hämmerle       | Francja 1 Pierre Vaultier · Merlin Surget             |                                                       |
| 17. | 21 grudnia 2017    | Secret Garden     | HP                                                    | Ayumu Hirano                                          | Raibu Katayama                                        | Yūto Totsuka                                          |                                                       |
| 18. | 22 grudnia 2017    | Cervinia          | SX                                                    | Omar Visintin                                         | Pierre Vaultier                                       | Alex Pullin                                           |                                                       |
| 19. | 5 stycznia 2018    | Lackenhof         | PGS                                                   | Nevin Galmarini                                       | Rok Marguč                                            | Alexander Payer                                       |                                                       |
| 20. | 12 stycznia 2018   | Snowmass          | SS                                                    | Redmond Gerard                                        | Hiroaki Kunitake                                      | Tiarn Collins                                         |                                                       |
| 21. | 13 stycznia 2018   | Snowmass          | HP                                                    | Shaun White                                           | Scotty James                                          | Yūto Totsuka                                          |                                                       |
| 22. | 12 stycznia 2018   | Bad Gastein       | PSL                                                   | Dmitrij Łoginow                                       | Andriej Sobolew                                       | Maurizio Bormolini                                    |                                                       |
| 23. | 19 stycznia 2018   | Laax              | SS                                                    | Odwołano                                              | Odwołano                                              | Odwołano                                              |                                                       |
| 24. | 20 stycznia 2018   | Laax              | HP                                                    | Iouri Podladtchikov                                   | Yūto Totsuka                                          | Zhang Yiwei                                           |                                                       |
| 25. | 20 stycznia 2018   | Erzurum           | SX                                                    | Omar Visintin                                         | Pierre Vaultier                                       | Alessandro Hämmerle                                   |                                                       |
| 26. | 21 stycznia 2018   | Erzurum           | SXT                                                   | Włochy 1 Emanuel Perathoner · Omar Visintin           | Austria 1 Markus Schairer · Alessandro Hämmerle       | Stany Zjednoczone 1 Nate Holland · Alex Deibold       |                                                       |
| 27. | 20 stycznia 2018   | Rogla             | PGS                                                   | Andreas Prommegger                                    | Edwin Coratti                                         | Benjamin Karl                                         |                                                       |
| 28. | 21 stycznia 2018   | Rogla             | PGS                                                   | Benjamin Karl                                         | Radosław Jankow                                       | Roland Fischnaller                                    |                                                       |
| 29. | 26 stycznia 2018   | Bansko            | PGS                                                   | Jasey-Jay Anderson                                    | Nevin Galmarini                                       | Edwin Coratti                                         |                                                       |
| 30. | 27 stycznia 2018   | Bansko            | SX                                                    | Pierre Vaultier                                       | Christopher Robanske                                  | Alessandro Hämmerle                                   |                                                       |
| 31. | 28 stycznia 2018   | Bansko            | PGS                                                   | Nevin Galmarini                                       | Edwin Coratti                                         | Andreas Prommegger                                    |                                                       |
| 32. | 3 lutego 2018      | Feldberg          | SX                                                    | Julian Lüftner                                        | Pierre Vaultier                                       | Ken Vuagnoux                                          |                                                       |
| 33. | 4 lutego 2018      | Feldberg          | SX                                                    | Pierre Vaultier                                       | Michele Godino                                        | Paul Berg                                             |                                                       |
| ZIO | 9 - 25 lutego 2018 | Pjongczang        | Snowboarding na Zimowych Igrzyskach Olimpijskich 2018 | Snowboarding na Zimowych Igrzyskach Olimpijskich 2018 | Snowboarding na Zimowych Igrzyskach Olimpijskich 2018 | Snowboarding na Zimowych Igrzyskach Olimpijskich 2018 | Snowboarding na Zimowych Igrzyskach Olimpijskich 2018 |
| 34. | 3 marca 2018       | La Molina         | SX                                                    | Alessandro Hämmerle                                   | Hanno Douschan                                        | Emanuel Perathoner                                    |                                                       |
| 35. | 3 marca 2018       | Kayseri           | PGS                                                   | Stefan Baumeister                                     | Edwin Coratti                                         | Tim Mastnak                                           |                                                       |
| 36. | 10 marca 2018      | Moskwa            | SX                                                    | Alessandro Hämmerle                                   | Pierre Vaultier                                       | Omar Visintin                                         |                                                       |
| 37. | 11 marca 2018      | Moskwa            | SXT                                                   | Włochy 1 Emanuel Perathoner · Omar Visintin           | Austria 4 Alessandro Hämmerle · Julian Lüftner        | Stany Zjednoczone 6 Senna Leith · Jake Vedder         |                                                       |
| 38. | 10 marca 2018      | Scuol             | PGS                                                   | Tim Mastnak                                           | Oskar Kwiatkowski                                     | Nevin Galmarini                                       |                                                       |
| 29. | 17 marca 2018      | Seiseralm         | SS                                                    | Chris Corning                                         | Fridtjof Tischendorf                                  | Lyon Farrell                                          |                                                       |
| 40. | 17 marca 2018      | Veysonnaz         | SX                                                    | Nate Holland                                          | Mick Dierdorff                                        | Lucas Eguibar                                         |                                                       |
| 41. | 18 marca 2018      | Veysonnaz         | SXT                                                   | Niemcy 1 Paul Berg · Konstantin Schad                 | Hiszpania 1 Regino Hernández Martín · Lucas Eguibar   | Austria 6 Alessandro Hämmerle · Hanno Douschan        |                                                       |
| 42. | 18 marca 2018      | Kühtai            | HP                                                    | Odwołano                                              | Odwołano                                              | Odwołano                                              |                                                       |
| 43. | 17 marca 2018      | Winterberg        | PSL                                                   | Roland Fischnaller                                    | Sebastian Kislinger                                   | Rok Marguč                                            |                                                       |
| 44. | 24 marca 2018      | Quebec City       | BA                                                    | Max Parrot                                            | Jonas Boesiger                                        | Antoine Truchon                                       |                                                       |

### Kobiety
| Lp. | Data               | Miejscowość       | Dyscyplina                                            | 1. Miejsce                                            | 2. Miejsce                                            | 3. Miejsce                                            |                                                       |
| --- | ------------------ | ----------------- | ----------------------------------------------------- | ----------------------------------------------------- | ----------------------------------------------------- | ----------------------------------------------------- | ----------------------------------------------------- |
| 1.  | 4 września 2017    | Cardrona          | SS                                                    | Jamie Anderson                                        | Miyabi Onitsuka                                       | Zoi Sadowski-Synnott                                  |                                                       |
| 2.  | 8 września 2017    | Cardrona          | HP                                                    | Chloe Kim                                             | Kelly Clark                                           | Maddie Mastro                                         |                                                       |
| 3.  | 9 września 2017    | Cerro Catedral    | SX                                                    | Chloé Trespeuch                                       | Lindsey Jacobellis                                    | Nelly Moenne-Loccoz                                   |                                                       |
| 4.  | 10 września 2017   | Cerro Catedral    | SX                                                    | Lindsey Jacobellis                                    | Eva Samková                                           | Chloé Trespeuch                                       |                                                       |
| 5.  | 4 listopada 2017   | Kopenhaga         | BA                                                    | Odwołano                                              | Odwołano                                              | Odwołano                                              |                                                       |
| 6.  | 11 listopada 2017  | Mediolan          | BA                                                    | Anna Gasser                                           | Katie Ormerod                                         | Sina Candrian                                         |                                                       |
| 7.  | 25 listopada 2017  | Pekin             | BA                                                    | Anna Gasser                                           | Miyabi Onitsuka                                       | Enni Rukajärvi                                        |                                                       |
| 8.  | 2 grudnia 2017     | Mönchengladbach   | BA                                                    | Carla Somaini                                         | Miyabi Onitsuka                                       | Christy Prior                                         |                                                       |
| 9.  | 9 grudnia 2017     | Copper Mountain   | HP                                                    | Chloe Kim                                             | Maddie Mastro                                         | Kelly Clark                                           |                                                       |
| 10. | 10 grudnia 2017    | Copper Mountain   | BA                                                    | Reira Iwabuchi                                        | Julia Marino                                          | Silje Norendal                                        |                                                       |
| 11. | 13 grudnia 2017    | Val Thorens       | SX                                                    | Lindsey Jacobellis                                    | Chloé Trespeuch                                       | Michela Moioli                                        |                                                       |
| 12. | 14 grudnia 2017    | Carezza           | PGS                                                   | Ester Ledecká                                         | Ramona Theresia Hofmeister                            | Ina Meschik                                           |                                                       |
| 13. | 15 grudnia 2017    | Cortina d’Ampezzo | PGS                                                   | Ester Ledecká                                         | Selina Jörg                                           | Claudia Riegler                                       |                                                       |
| 14. | 16 grudnia 2017    | Cortina d’Ampezzo | PSL                                                   | Sabine Schöffmann                                     | Julie Zogg                                            | Natalja Sobolewa                                      |                                                       |
| 15. | 16 grudnia 2017    | Montafon          | SX                                                    | Michela Moioli                                        | Faye Gulini                                           | Nelly Moenne-Loccoz                                   |                                                       |
| 16. | 17 grudnia 2017    | Montafon          | SXT                                                   | Francja 1 Chloé Trespeuch · Nelly Moenne-Loccoz       | Kanada 1 Meryeta Odine · Zoe Bergermann               | Rosja 1 Marija Wasilcowa · Kristina Paul              |                                                       |
| 17. | 21 grudnia 2017    | Secret Garden     | HP                                                    | Liu Jiayu                                             | Sena Tomita                                           | Cai Xuetong                                           |                                                       |
| 18. | 22 grudnia 2017    | Cervinia          | SX                                                    | Michela Moioli                                        | Nelly Moenne-Loccoz                                   | Julia Pereira de Sousa Mabileau                       |                                                       |
| 19. | 5 stycznia 2018    | Lackenhof         | PGS                                                   | Ester Ledecká                                         | Julia Dujmovits                                       | Ladina Jenny                                          |                                                       |
| 20. | 12 stycznia 2018   | Snowmass          | SS                                                    | Christy Prior                                         | Reira Iwabuchi                                        | Tess Coady                                            |                                                       |
| 21. | 13 stycznia 2018   | Snowmass          | HP                                                    | Queralt Castellet                                     | Chloe Kim                                             | Maddie Mastro                                         |                                                       |
| 22. | 12 stycznia 2018   | Bad Gastein       | PSL                                                   | Ramona Theresia Hofmeister                            | Jekatierina Tudiegieszewa                             | Michelle Dekker                                       |                                                       |
| 23. | 19 stycznia 2018   | Laax              | SS                                                    | Odwołano                                              | Odwołano                                              | Odwołano                                              |                                                       |
| 24. | 20 stycznia 2018   | Laax              | HP                                                    | Liu Jiayu                                             | Cai Xuetong                                           | Queralt Castellet                                     |                                                       |
| 25. | 20 stycznia 2018   | Erzurum           | SX                                                    | Eva Samková                                           | Chloé Trespeuch                                       | Michela Moioli                                        |                                                       |
| 26. | 21 stycznia 2018   | Erzurum           | SXT                                                   | Francja 1 Chloé Trespeuch · Nelly Moenne-Loccoz       | Czechy 1 Vendula Hopjáková · Eva Samková              | Kanada 1 Meryeta Odine · Zoe Bergermann               |                                                       |
| 27. | 20 stycznia 2018   | Rogla             | PGS                                                   | Ester Ledecká                                         | Claudia Riegler                                       | Julia Dujmovits                                       |                                                       |
| 28. | 21 stycznia 2018   | Rogla             | PGS                                                   | Ramona Theresia Hofmeister                            | Sabine Schöffmann                                     | Alona Zawarzina                                       |                                                       |
| 29. | 26 stycznia 2018   | Bansko            | PGS                                                   | Ester Ledecká                                         | Selina Jörg                                           | Ramona Theresia Hofmeister                            |                                                       |
| 30. | 27 stycznia 2018   | Bansko            | SX                                                    | Charlotte Bankes                                      | Nelly Moenne-Loccoz                                   | Michela Moioli                                        |                                                       |
| 31. | 28 stycznia 2018   | Bansko            | PGS                                                   | Julia Dujmovits                                       | Ramona Theresia Hofmeister                            | Selina Jörg                                           |                                                       |
| 32. | 3 lutego 2018      | Feldberg          | SX                                                    | Michela Moioli                                        | Zoe Bergermann                                        | Julia Pereira de Sousa Mabileau                       |                                                       |
| 33. | 4 lutego 2018      | Feldberg          | SX                                                    | Michela Moioli                                        | Charlotte Bankes                                      | Chloé Trespeuch                                       |                                                       |
| ZIO | 9 - 25 lutego 2018 | Pjongczang        | Snowboarding na Zimowych Igrzyskach Olimpijskich 2018 | Snowboarding na Zimowych Igrzyskach Olimpijskich 2018 | Snowboarding na Zimowych Igrzyskach Olimpijskich 2018 | Snowboarding na Zimowych Igrzyskach Olimpijskich 2018 | Snowboarding na Zimowych Igrzyskach Olimpijskich 2018 |
| 34. | 3 marca 2018       | La Molina         | SX                                                    | Eva Samková                                           | Nelly Moenne-Loccoz                                   | Charlotte Bankes                                      |                                                       |
| 35. | 3 marca 2018       | Kayseri           | PGS                                                   | Milena Bykowa                                         | Ester Ledecká                                         | Daniela Ulbing                                        |                                                       |
| 36. | 10 marca 2018      | Moskwa            | SX                                                    | Eva Samková                                           | Nelly Moenne-Loccoz                                   | Michela Moioli                                        |                                                       |
| 37. | 11 marca 2018      | Moskwa            | SXT                                                   | Francja 1 Nelly Moenne-Loccoz · Chloé Trespeuch       | Kanada 3 Zoe Bergermann · Tess Critchlow              | Szwajcaria 2 Lara Casanova · Simona Meiler            |                                                       |
| 38. | 10 marca 2018      | Scuol             | PGS                                                   | Ester Ledecká                                         | Alona Zawarzina                                       | Ladina Jenny                                          |                                                       |
| 39. | 17 marca 2018      | Seiseralm         | SS                                                    | Sofja Fiodorowa                                       | Silje Norendal                                        | Šárka Pančochová                                      |                                                       |
| 40. | 17 marca 2018      | Veysonnaz         | SX                                                    | Michela Moioli                                        | Chloé Trespeuch                                       | Manon Petit Lenoir                                    |                                                       |
| 41. | 18 marca 2018      | Veysonnaz         | SXT                                                   | Francja 1 Nelly Moenne-Loccoz · Chloé Trespeuch       | Włochy 4 Sofia Belingheri · Raffaella Brutto          | Kanada 3 Zoe Bergermann · Tess Critchlow              |                                                       |
| 42. | 18 marca 2018      | Kühtai            | HP                                                    | Odwołano                                              | Odwołano                                              | Odwołano                                              |                                                       |
| 43. | 17 marca 2018      | Winterberg        | PSL                                                   | Selina Jörg                                           | Alona Zawarzina                                       | Julie Zogg                                            |                                                       |
| 44. | 24 marca 2018      | Quebec City       | BA                                                    | Julia Marino                                          | Laurie Blouin                                         | Loranne Smans                                         |                                                       |

### Drużynowy slalom równoległy
| Data             | Miejsce     | Zwycięzcy                                      | 2. miejsce                                              | 3. miejsce                                      |
| 6 stycznia 2018  | Lackenhof   | Austria 3 Claudia Riegler · Andreas Prommegger | Austria 1 Sabine Schöffmann · Alexander Payer           | Niemcy 1 Selina Jörg · Patrick Bussler          |
| 13 stycznia 2018 | Bad Gastein | Austria 2 Sabine Schöffmann · Alexander Payer  | Niemcy 2 Ramona Theresia Hofmeister · Stefan Baumeister | Austria 1 Claudia Riegler · Andreas Prommegger  |
| 18 marca 2018    | Winterberg  | Włochy 1 Nadya Ochner · Roland Fischnaller     | Austria 2 Claudia Riegler · Andreas Prommegger          | Austria 3 Julia Dujmovits · Sebastian Kislinger |

## Wyniki reprezentantów Polski
| Zawodnik | Cardrona 04.09. | Cardrona 08.09. | Cerro Catedral 09.10. | Cerro Catedral 10.10. | Mediolan 11.11. | Pekin 25.11. | Mönchengladbach 02.12. | Copper Mountain 09.12. | Copper Mountain 10.12. | Val Thorens 13.12. | Carezza 14.12. | Cortina d’Ampezzo 15.12. | Cortina d’Ampezzo 16.12. | Montafon 16.12. | Montafon 17.12. | Secret Garden 21.12. | Cervinia 22.12. | Lackenhof 05.01. | Lackenhof 05.01. | Snowmass 12.01. | Snowmass 13.01. | Bad Gastein 12.01. | Bad Gastein 12.01. | Laax 20.01. | Erzurum 20.01. | Erzurum 20.01. | Rogla 20.01. | Rogla 21.01. | Bansko 26.01. | Bansko 27.01. | Bansko 28.01. | Feldberg 03.02. | Feldberg 04.02. | La Molina 03.03. | Kayseri 03.03. | Moskwa 10.03. | Moskwa 11.03. | Scuol 10.03. | Seiseralm 11.03. | Veysonnaz 17.03. | Veysonnaz 18.03. | Winterberg 17.03. | Winterberg 17.03. | Québec 24.03. |
| Oskar Kwiatkowski | –               | –               | –                     | –                     | –               | –            | –                      | –                      | –                      | –                  | 68             | 31                       | 47                       | –               | –               | –                    | –               | 47               | –                | –               | –               | 40                 | 23                 | –           | –              | –              | 34           | 20           | 23            | –             | 23            | –               | –               | –                | 24             | –             | –             | 2            | –                | –                | –                | 15                | 15                | –             |
| Mateusz Ligocki | –               | –               | 55                    | 63                    | –               | –            | –                      | –                      | –                      | 32                 | –              | –                        | –                        | 46              | –               | –                    | 25              | –                | –                | –               | –               | –                  | –                  | –           | 52             | –              | –            | –            | –             | –             | –             | 42              | 46              | –                | –              | –             | –             | –            | –                | –                | –                | –                 | –                 | –             |
| Michał Nowaczyk | –               | –               | –                     | –                     | –               | –            | –                      | –                      | –                      | –                  | 43             | 39                       | 40                       | –               | –               | –                    | –               | 36               | 4                | –               | –               | 36                 | 21                 | –           | –              | –              | 25           | 19           | 42            | –             | 22            | –               | –               | –                | 36             | –             | –             | 32           | –                | –                | –                | 12                | 8                 | –             |
| Piotr Tokarczyk | –               | –               | –                     | –                     | 49              | –            | 29                     | –                      | –                      | –                  | –              | –                        | –                        | –               | –               | –                    | –               | –                | –                | –               | –               | –                  | –                  | –           | –              | –              | –            | –            | –             | –             | –             | –               | –               | –                | –              | –             | –             | –            | –                | –                | –                | –                 | –                 | –             |
| 1-3 Punktowane miejsca. Niepunktowane miejsca. dnf – Zawodnik nie ukończył danej konkurencji. dns – Zawodnik nie pojawił się na starcie. dsq – Zawodnik został zdyskwalifikowany. |                 |                 |                       |                       |                 |              |                        |                        |                        |                    |                |                          |                          |                 |                 |                      |                 |                  |                  |                 |                 |                    |                    |             |                |                |              |              |               |               |               |                 |                 |                  |                |               |               |              |                  |                  |                  |                   |                   |               |

| Zawodniczka | Cardrona 04.09. | Cardrona 08.09. | Cerro Catedral 09.10. | Cerro Catedral 10.10. | Mediolan 11.11. | Pekin 25.11. | Mönchengladbach 02.12. | Copper Mountain 09.12. | Copper Mountain 10.12. | Val Thorens 13.12. | Carezza 14.12. | Cortina d’Ampezzo 15.12. | Cortina d’Ampezzo 16.12. | Montafon 16.12. | Montafon 17.12. | Secret Garden 21.12. | Cervinia 22.12. | Lackenhof 05.01. | Lackenhof 05.01. | Snowmass 12.01. | Snowmass 13.01. | Bad Gastein 12.01. | Bad Gastein 12.01. | Laax 20.01. | Erzurum 20.01. | Erzurum 20.01. | Rogla 20.01. | Rogla 21.01. | Bansko 26.01. | Bansko 27.01. | Bansko 28.01. | Feldberg 03.02. | Feldberg 04.02. | La Molina 03.03. | Kayseri 03.03. | Moskwa 10.03. | Moskwa 11.03. | Scuol 10.03. | Seiseralm 11.03. | Veysonnaz 17.03. | Veysonnaz 18.03. | Winterberg 17.03. | Winterberg 17.03. | Québec 24.03. |
| Weronika Biela | –               | –               | –                     | –                     | –               | –            | –                      | –                      | –                      | –                  | 23             | dnf                      | 24                       | –               | –               | –                    | –               | 50               | –                | –               | –               | 39                 | –                  | –           | –              | –              | 23           | 25           | 28            | –             | 24            | –               | –               | –                | 27             | –             | –             | 28           | –                | –                | –                | 37                | 15                | –             |
| Klementyna Kołodziej | –               | –               | –                     | –                     | –               | –            | –                      | 28                     | –                      | –                  | –              | –                        | –                        | –               | –               | 18                   | –               | –                | –                | –               | 26              | –                  | –                  | 17          | –              | –              | –            | –            | –             | –             | –             | –               | –               | –                | –              | –             | –             | –            | –                | –                | –                | –                 | –                 | –             |
| Aleksandra Król | –               | –               | –                     | –                     | –               | –            | –                      | –                      | –                      | –                  | 24             | dnf                      | 49                       | –               | –               | –                    | –               | 33               | 4                | –               | –               | 16                 | 21                 | –           | –              | –              | 31           | 25           | 26            | –             | 21            | –               | –               | –                | 12             | –             | –             | 25           | –                | –                | –                | 4                 | 8                 | –             |
| Katarzyna Rusin | –               | –               | –                     | –                     | –               | –            | –                      | –                      | –                      | –                  | –              | –                        | –                        | –               | –               | –                    | –               | –                | –                | –               | –               | –                  | –                  | –           | –              | –              | –            | –            | –             | –             | –             | –               | –               | –                | –              | –             | –             | –            | 15               | –                | –                | –                 | –                 | –             |
| Zuzanna Smykała | –               | –               | 20                    | 23                    | –               | –            | –                      | –                      | –                      | 17                 | –              | –                        | –                        | 24              | –               | –                    | 31              | –                | –                | –               | –               | –                  | –                  | –           | 23             | –              | –            | –            | –             | –             | –             | 22              | 22              | 10               | –              | –             | –             | –            | –                | 19               | –                | –                 | –                 | –             |
| Karolina Sztokfisz | –               | –               | –                     | –                     | –               | –            | –                      | –                      | –                      | –                  | 33             | 27                       | 28                       | –               | –               | –                    | –               | 34               | –                | –               | –               | 40                 | 23                 | –           | –              | –              | 30           | 31           | 27            | –             | 34            | –               | –               | –                | –              | –             | –             | –            | –                | –                | –                | 17                | –                 | –             |
| 1-3 Punktowane miejsca. Niepunktowane miejsca. dnf – Zawodniczka nie ukończyła danej konkurencji. dns – Zawodniczka nie pojawiła się na starcie. dsq – Zawodniczka została zdyskwalifikowana. |                 |                 |                       |                       |                 |              |                        |                        |                        |                    |                |                          |                          |                 |                 |                      |                 |                  |                  |                 |                 |                    |                    |             |                |                |              |              |               |               |               |                 |                 |                  |                |               |               |              |                  |                  |                  |                   |                   |               |

## Klasyfikacje

### Mężczyźni
| Lp. | Zawodnik             | Punkty  |
| --- | -------------------- | ------- |
| 1.  | Nevin Galmarini      | 6570,00 |
| 2.  | Roland Fischnaller   | 5066,00 |
| 3.  | Edwin Coratti        | 4543,30 |
| 4.  | Andriej Sobolew      | 3966,00 |
| 5.  | Sebastian Kislinger  | 3900,00 |
| 6.  | Radosław Jankow      | 3520,00 |
| 7.  | Andreas Prommegger   | 3458,20 |
| 8.  | Alexander Payer      | 3382,00 |
| 9.  | Rok Marguč           | 3110,00 |
| 10. | Dmitrij Sarsiembajew | 3080,00 |

| Lp. | Zawodnik           | Punkty  |
| --- | ------------------ | ------- |
| 1.  | Nevin Galmarini    | 5530,00 |
| 2.  | Edwin Coratti      | 3408,30 |
| 3.  | Benjamin Karl      | 2940,00 |
| 4.  | Alexander Payer    | 2904,00 |
| 5.  | Andriej Sobolew    | 2876,00 |
| 6.  | Roland Fischnaller | 2866,00 |
| 7.  | Andreas Prommegger | 2780,00 |
| 8.  | Radosław Jankow    | 2740,00 |
| 9.  | Tim Mastnak        | 2717,00 |
| 10. | Sylvain Dufour     | 2620,00 |

| Lp. | Zawodnik            | Punkty  |
| --- | ------------------- | ------- |
| 1.  | Roland Fischnaller  | 2200,00 |
| 2.  | Dmitrij Łoginow     | 1800,00 |
| 3.  | Sebastian Kislinger | 1380,00 |
| 4.  | Maurizio Bormolini  | 1340,00 |
| 5.  | Edwin Coratti       | 1135,00 |
| 6.  | Andriej Sobolew     | 1090,00 |
| 7.  | Nevin Galmarini     | 1040,00 |
| 8.  | Rok Marguč          | 850,00  |
| 9.  | Christoph Mick      | 830,00  |
| 10. | Radosław Jankow     | 780,00  |

| Lp. | Zawodnik            | Punkty  |
| --- | ------------------- | ------- |
| 1.  | Pierre Vaultier     | 7460,00 |
| 2.  | Alessandro Hämmerle | 6100,00 |
| 3.  | Alex Pullin         | 5306,00 |
| 4.  | Paul Berg           | 3755,50 |
| 5.  | Omar Visintin       | 3690,00 |
| 6.  | Lucas Eguibar       | 3276,10 |
| 7.  | Mick Dierdorff      | 3064,00 |
| 8.  | Emanuel Perathoner  | 2858,70 |
| 9.  | Adam Lambert        | 2792,20 |
| 10. | Regino Hernández    | 2722,00 |

| Lp. | Zawodnik         | Punkty  |
| --- | ---------------- | ------- |
| 1.  | Chris Corning    | 3300,00 |
| 2.  | Yūto Totsuka     | 3000,00 |
| 3.  | Ayumu Hirano     | 2800,00 |
| 4.  | Redmond Gerard   | 2470,50 |
| 5.  | Marcus Kleveland | 2000,00 |
| 6.  | Hiroaki Kunitake | 1975,80 |
| 7.  | Raibu Katayama   | 1940,00 |
| 8.  | Yūri Ōkubo       | 1917,60 |
| 9.  | Jonas Boesiger   | 1784,00 |
| 10. | Peetu Piiroinen  | 1650,00 |

| Lp. | Zawodnik         | Punkty  |
| --- | ---------------- | ------- |
| 1.  | Yūto Totsuka     | 3000,00 |
| 2.  | Ayumu Hirano     | 2800,00 |
| 3.  | Raibu Katayama   | 1940,00 |
| 4.  | Shaun White      | 1600,00 |
| 5.  | Taku Hiraoka     | 1490,00 |
| 6.  | Ben Ferguson     | 1430,00 |
| 6.  | Naito Ando       | 1430,00 |
| 8.  | Patrick Burgener | 1290,00 |
| 9.  | Zhang Yiwei      | 1250,00 |
| 10. | Peetu Piiroinen  | 1126,00 |

| Lp. | Zawodnik             | Punkty  |
| --- | -------------------- | ------- |
| 1.  | Chris Corning        | 1500,00 |
| 2.  | Redmond Gerard       | 1450,00 |
| 3.  | Marcus Kleveland     | 1000,00 |
| 4.  | Hiroaki Kunitake     | 920,00  |
| 5.  | Lyon Farrell         | 890,00  |
| 6.  | Judd Henkes          | 970,00  |
| 7.  | Darcy Sharpe         | 800,00  |
| 7.  | Fridtjof Tischendorf | 800,00  |
| 9.  | Rene Rinnekangas     | 790,00  |
| 10. | Moritz Thönen        | 690,00  |

| Lp. | Zawodnik         | Punkty  |
| --- | ---------------- | ------- |
| 1.  | Chris Corning    | 1800,00 |
| 2.  | Yūri Ōkubo       | 1500,00 |
| 3.  | Jonas Boesiger   | 1464,00 |
| 4.  | Max Parrot       | 1450,00 |
| 5.  | Mons Røisland    | 1278,20 |
| 6.  | Antoine Truchon  | 1100,00 |
| 7.  | Hiroaki Kunitake | 1055,80 |
| 8.  | Clemens Millauer | 1026,10 |
| 9.  | Redmond Gerard   | 1020,00 |
| 10. | Marcus Kleveland | 1000,00 |
| 10. | Mark McMorris    | 1000,00 |

### Kobiety
| Lp. | Zawodniczka               | Punkty  |
| --- | ------------------------- | ------- |
| 1.  | Ester Ledecká             | 7540,00 |
| 2.  | Selina Jörg               | 6010,00 |
| 3.  | Ramona Hofmeister         | 5390,00 |
| 4.  | Julia Dujmovits           | 5090,00 |
| 5.  | Jekatierina Tudiegieszewa | 4810,00 |
| 6.  | Alona Zawarzina           | 4720,00 |
| 7.  | Sabine Schöffmann         | 4050,00 |
| 8.  | Julie Zogg                | 3850,00 |
| 9.  | Daniela Ulbing            | 3556,00 |
| 10. | Claudia Riegler           | 3272,00 |

| Lp. | Zawodniczka               | Punkty  |
| --- | ------------------------- | ------- |
| 1.  | Ester Ledecká             | 7250,00 |
| 2.  | Selina Jörg               | 4320,00 |
| 3.  | Julia Dujmovits           | 4210,00 |
| 4.  | Ramona Hofmeister         | 4110,00 |
| 5.  | Alona Zawarzina           | 3430,00 |
| 6.  | Jekatierina Tudiegieszewa | 3110,00 |
| 7.  | Sabine Schöffmann         | 2790,00 |
| 8.  | Claudia Riegler           | 2682,00 |
| 9.  | Ladina Jenny              | 2658,00 |
| 10. | Ina Meschik               | 2540,00 |

| Lp. | Zawodniczka               | Punkty  |
| --- | ------------------------- | ------- |
| 1.  | Jekatierina Tudiegieszewa | 1700,00 |
| 2.  | Selina Jörg               | 1690,00 |
| 3.  | Julie Zogg                | 1500,00 |
| 4.  | Daniela Ulbing            | 1350,00 |
| 5.  | Natalja Sobolewa          | 1320,00 |
| 6.  | Alona Zawarzina           | 1290,00 |
| 7.  | Ramona Hofmeister         | 1280,00 |
| 8.  | Sabine Schöffmann         | 1260,00 |
| 9.  | Michelle Dekker           | 1040,00 |
| 10. | Julia Dujmovits           | 880,00  |

| Lp. | Zawodniczka         | Punkty  |
| --- | ------------------- | ------- |
| 1.  | Michela Moioli      | 8410,00 |
| 2.  | Chloé Trespeuch     | 7190,00 |
| 3.  | Nelly Moenne-Loccoz | 6840,00 |
| 4.  | Charlotte Bankes    | 6360,00 |
| 5.  | Eva Samková         | 4160,00 |
| 6.  | Lindsey Jacobellis  | 3780,00 |
| 7.  | Aleksandra Żekowa   | 3480,00 |
| 8.  | Julia Mabileau      | 3390,00 |
| 9.  | Zoe Bergermann      | 3130,00 |
| 10. | Raffaella Brutto    | 3100,00 |

| Lp. | Zawodniczka       | Punkty  |
| --- | ----------------- | ------- |
| 1.  | Miyabi Onitsuka   | 3260,00 |
| 2.  | Chloe Kim         | 2800,00 |
| 3.  | Liu Jiayu         | 2640,00 |
| 4.  | Sofja Fiodorowa   | 2530,00 |
| 5.  | Reira Iwabuchi    | 2500,00 |
| 6.  | Silje Norendal    | 2420,00 |
| 7.  | Julia Marino      | 2180,00 |
| 8.  | Cai Xuetong       | 2040,00 |
| 9.  | Anna Gasser       | 2000,00 |
| 9.  | Queralt Castellet | 2000,00 |

| Lp. | Zawodniczka       | Punkty  |
| --- | ----------------- | ------- |
| 1.  | Chloe Kim         | 2800,00 |
| 2.  | Liu Jiayu         | 2640,00 |
| 3.  | Cai Xuetong       | 2040,00 |
| 4.  | Queralt Castellet | 2000,00 |
| 4.  | Maddie Mastro     | 2000,00 |
| 6.  | Kelly Clark       | 1900,00 |
| 7.  | Sena Tomita       | 1820,00 |
| 8.  | Hikaru Ōe         | 1610,00 |
| 9.  | Li Shuang         | 1350,00 |
| 10. | Mirabelle Thovex  | 1310,00 |

| Lp. | Zawodniczka      | Punkty  |
| --- | ---------------- | ------- |
| 1.  | Sofja Fiodorowa  | 1720,00 |
| 2.  | Reira Iwabuchi   | 1300,00 |
| 2.  | Miyabi Onitsuka  | 1300,00 |
| 4.  | Silje Norendal   | 1160,00 |
| 5.  | Christy Prior    | 1080,00 |
| 6.  | Jamie Anderson   | 1000,00 |
| 7.  | Jasmine Baird    | 790,00  |
| 8.  | Tess Coady       | 740,00  |
| 9.  | Šárka Pančochová | 720,00  |
| 10. | Jessika Jenson   | 670,00  |

| Lp. | Zawodniczka     | Punkty  |
| --- | --------------- | ------- |
| 1.  | Anna Gasser     | 2000,00 |
| 2.  | Miyabi Onitsuka | 1960,00 |
| 3.  | Julia Marino    | 1940,00 |
| 4.  | Carla Somaini   | 1620,00 |
| 5.  | Cheryl Maas     | 1480,00 |
| 6.  | Silje Norendal  | 1260,00 |
| 7.  | Laurie Blouin   | 1250,00 |
| 8.  | Sina Candrian   | 1230,00 |
| 9.  | Reira Iwabuchi  | 1200,00 |
| 10. | Yuka Fujimori   | 1190,00 |